# Anoctamin 6
Anoctamin 6 é uma proteína que em seres humanos é codificada pelo gene ANO6.

## Function
Este gene codifica uma proteína transmembranar de passagem múltipla que pertence à família anoctamin. Esta proteína é um componente essencial para a exposição dependente de cálcio da fosfatidilserina na superfície celular. O branqueamento de fosfolípidos ocorre em vários sistemas biológicos, como quando as plaquetas sanguíneas são ativadas, elas expõem a fosfatidilserina para desencadear o sistema de coagulação. As mutações neste gene estão associadas ao síndrome de Scott. Alternativamente, variantes de transcrição emendadas que codificam diferentes isoformas foram encontradas para este gene.